# 让-巴蒂斯特·布森戈
让-巴蒂斯特·约瑟夫·迪厄多内·布森戈（法語：Jean-Baptiste Joseph Dieudonné Boussingault，1801年2月1日—1887年5月11日），法國化學家，對農業科學、石油科學與冶金學都有貢獻。曾提出豆科植物具有同化大氣氮氣的能力。

## 布森戈與農業科學

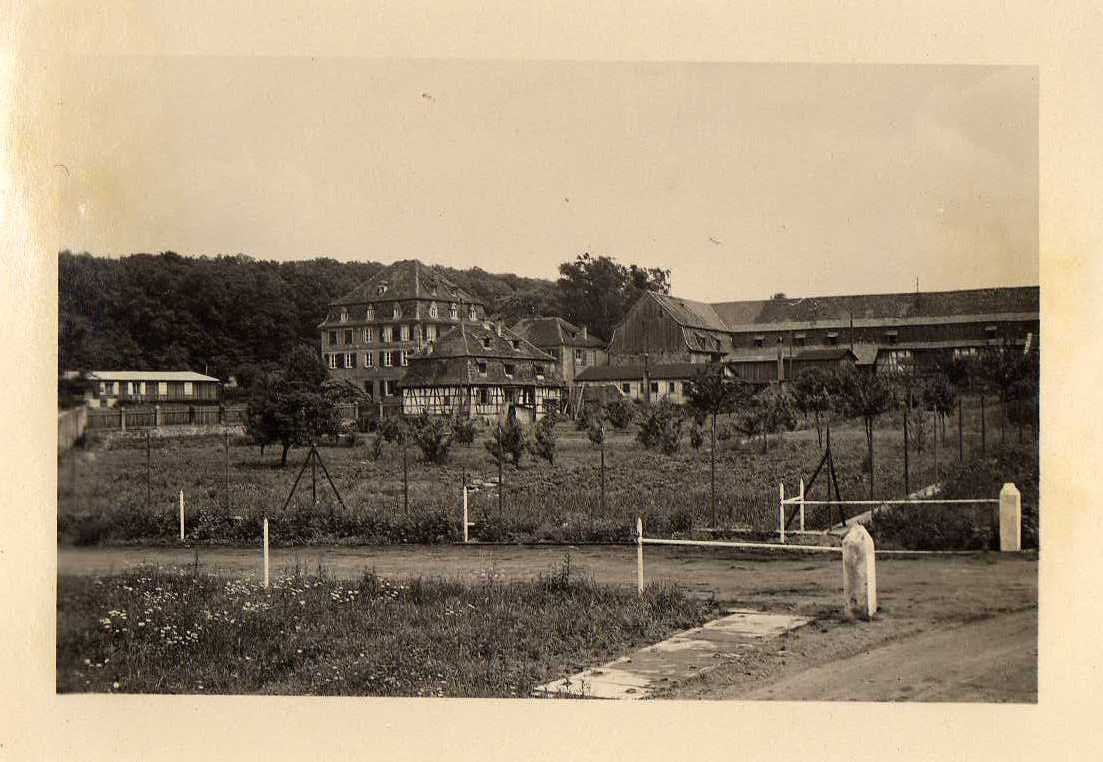
早期的實驗農場

布森戈營運了史上最早有記錄的農業改良場，並經由一系列的發現奠定現代農業的一些基礎。

## 回憶錄
布森戈留有回憶錄數集，內容涵蓋從不同領域的科學研究與發現，還有他多采多姿的人生冒險，譬如與在南美洲遇波利瓦等人之情事。

## 外部連結
- 维基共享资源上的相關多媒體資源：让-巴蒂斯特·布森戈